# Valentin Iliev
Valentin Iliev (în bulgară Валентин Илиев; n. 11 iulie 1980, Kneja, Plevna, Bulgaria) este un fotbalist bulgar retras din activitate. A jucat pentru Universitatea Craiova, iar la începutul anului 2011 a fost declarat liber de contract de LPF. De asemenea a fost și component al echipei naționale de fotbal a Bulgariei.

## Carieră
A debutat pentru Universitatea Craiova în Liga I pe 21 februarie 2010 într-un meci pierdut împotriva echipei Dinamo București.

## Antrenorat
După ce s-a retras din activitate de la Universitatea Craiova, a devenit primul antrenor al clubului FK ȚSKA 1948 Sofia⁠(d), un club fondat de o parte din fanii lui PFK ȚSKA Sofia, nemulțumiți de manevrele efectuate după falimentul echipei lor pentru a păstra o echipă cu acest nume în prima ligă bulgară. A antrenat pe ȚSKA 1912 până în 2018, când a plecat la Universitatea Craiova ca antrenor secund.

## Titluri
| Sezon     | Club                | Titlu          |
| --------- | ------------------- | -------------- |
| 2004-2005 | ȚSKA Sofia          | A PFG          |
| 2006      | ȚSKA Sofia          | Cupa Bulgariei |
| 2010-2011 | FC Steaua București | Cupa României  |